# 레차그구

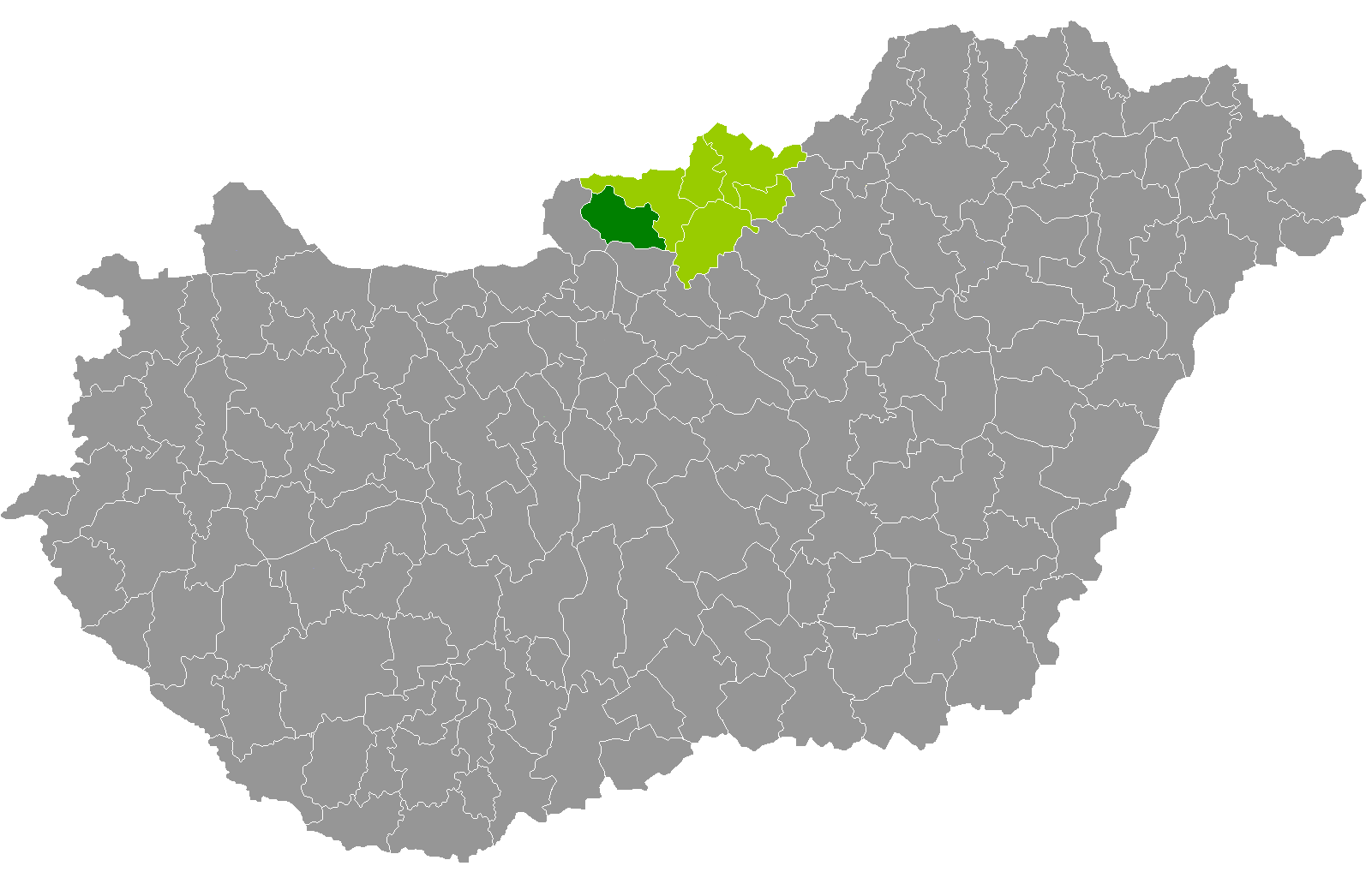
노그라드주 지도에 표시된 레차그구의 위치

레차그구(헝가리어: Rétsági járás)는 헝가리 노그라드주에 위치한 구로 구청 소재지는 레차그이며 면적은 435.03km2, 인구는 24,395명(2011년 기준), 인구 밀도는 56명/km2이다.
북동쪽으로는 벌러셔저르머트구, 남쪽으로는 페슈트주 바츠구, 서쪽으로는 페슈트주 소브구와 접한다. 25개 지방 자치체(1개 시, 24개 마을)를 관할한다.

구 문장